# Oceanisch kampioenschap voetbal vrouwen 2018
Het Oceanisch kampioenschap voetbal vrouwen 2018 is een internationaal voetbaltoernooi voor vrouwen. Het is de 11e keer dat dit toernooi gespeeld wordt. Gastland is Nieuw-Caledonië, dat was het in 1983 ook. Het toernooi werd gespeeld van 18 november tot en met 1 december 2018. Winnaar werd Nieuw-Zeeland, dat voor de zesde keer de titel veroverde. Nieuw-Zeeland kwalificeert zich daarmee tevens voor het vrouwentoernooi op de Olympische Zomerspelen 2020.
Voorafgaand aan het hoofdtoernooi werd in augustus 2018 een kwalificatietoernooi gespeeld.

## Deelnemende landen
| Hoofdtoernooi |  | Kwalificatietoernooi |

| - Cookeilanden - Nieuw-Caledonië - Nieuw-Zeeland - Papoea-Nieuw-Guinea | - Samoa - Tahiti - Tonga - Fiji | - Amerikaans-Samoa - Fiji - Salomonseilanden - Vanuatu |

## Kwalificatie

### Gastland
Het kwalificatietoernooi werd gehouden van 24 tot en met 30 augustus. Alle wedstrijden werden gespeeld in het Churchill Park in Lautoka, Fiji. Aanvankelijk zou het kwalificatietoernooi gespeeld worden tussen 27 augustus en 4 september 2018 in Pago Pago, de hoofdstad van Amerikaans-Samoa, maar dit werd dus aangepast. 
| Lautoka            | · Lautoka |
| ------------------ | --------- |
| Churchill Park     | · Lautoka |
| Capaciteit: 18.000 | · Lautoka |
|                    | · Lautoka |

### Eindstand
| Pos | Land             | Wed | Win | Gel | Ver | DV | DT | +/− | Pnt |
| --- | ---------------- | --- | --- | --- | --- | -- | -- | --- | --- |
| 1   | Fiji             | 3   | 2   | 1   | 0   | 7  | 1  | +6  | 7   |
| 2   | Vanuatu          | 3   | 2   | 0   | 1   | 3  | 5  | −2  | 6   |
| 3   | Salomonseilanden | 3   | 1   | 1   | 1   | 2  | 1  | +1  | 4   |
| 4   | Amerikaans-Samoa | 3   | 0   | 0   | 3   | 0  | 5  | −5  | 0   |

### Wedstrijden
|                                 |                  |                   |                  |                                                                              |
| 24 augustus 2018 12:00 (UTC+12) | Amerikaans-Samoa | 0–2               | Salomonseilanden | Churchill Park, Lautoka Toeschouwers: 100 Scheidsrechter: Beth Rattray (NZL) |
| 24 augustus 2018 12:00 (UTC+12) |                  | 39', 90+4' Samani |                  | Churchill Park, Lautoka Toeschouwers: 100 Scheidsrechter: Beth Rattray (NZL) |

|                                 |          |     |                                                |                                                                                 |
| 24 augustus 2018 15:00 (UTC+12) | Vanuatu  | 1–5 | Fiji                                           | Churchill Park, Lautoka Toeschouwers: 300 Scheidsrechter: Tapaita Lelenga (TGA) |
| 24 augustus 2018 15:00 (UTC+12) | Gere 75' |     | 6' Tamanitoakula 41', 54', 55' Davis 57' Nasau | Churchill Park, Lautoka Toeschouwers: 300 Scheidsrechter: Tapaita Lelenga (TGA) |

|                                 |             |     |                  |                                                                             |
| 27 augustus 2018 12:00 (UTC+12) | Vanuatu     | 1–0 | Amerikaans-Samoa | Churchill Park, Lautoka Toeschouwers: 100 Scheidsrechter: Roger Adams (PNG) |
| 27 augustus 2018 12:00 (UTC+12) | Wakeret 44' |     |                  | Churchill Park, Lautoka Toeschouwers: 100 Scheidsrechter: Roger Adams (PNG) |

|                                 |      |     |                  |                                                                                 |
| 17 augustus 2018 15:00 (UTC+12) | Fiji | 0–0 | Salomonseilanden | Churchill Park, Lautoka Toeschouwers: 1.000 Scheidsrechter: Sione Lelenga (TGA) |
| 17 augustus 2018 15:00 (UTC+12) |      |     |                  | Churchill Park, Lautoka Toeschouwers: 1.000 Scheidsrechter: Sione Lelenga (TGA) |

|                                 |                  |            |         |                                                                                 |
| 30 augustus 2018 12:00 (UTC+12) | Salomonseilanden | 0–1        | Vanuatu | Churchill Park, Lautoka Toeschouwers: 100 Scheidsrechter: Tapaita Lelenga (TGA) |
| 30 augustus 2018 12:00 (UTC+12) |                  | 5' Solomon |         | Churchill Park, Lautoka Toeschouwers: 100 Scheidsrechter: Tapaita Lelenga (TGA) |

|                                 |                     |     |                  |                                                                              |
| 30 augustus 2018 15:00 (UTC+12) | Fiji                | 2–0 | Amerikaans-Samoa | Churchill Park, Lautoka Toeschouwers: 500 Scheidsrechter: Beth Rattray (NZL) |
| 30 augustus 2018 15:00 (UTC+12) | Davis 40' Nasau 45' |     |                  | Churchill Park, Lautoka Toeschouwers: 500 Scheidsrechter: Beth Rattray (NZL) |

## Stadions
Het eindtoernooi werd gespeeld in Nieuw-Caledonie. Voor de wedstrijden zijn vier stadions aangewezen, in 4 verschillende plaatsen.
| Koné              | Nouméa                  | · Koné Nouméa Lifou Maré |
| ----------------- | ----------------------- | ------------------------ |
| Stade Yoshida     | Stade Numa-Daly Magenta | · Koné Nouméa Lifou Maré |
| Capaciteit: 3.000 | Capaciteit: 16.000      | · Koné Nouméa Lifou Maré |
| Lifou             | Maré                    | · Koné Nouméa Lifou Maré |
| Stade de Hnassé   | Stade de la Roche       | · Koné Nouméa Lifou Maré |
| Capaciteit: 1.680 | Capaciteit: 1.500       | · Koné Nouméa Lifou Maré |

## Groepsfase

### Poule A
| Pos | Land                | Wed | Win | Gel | Ver | DV | DT | +/− | Pnt |
| --- | ------------------- | --- | --- | --- | --- | -- | -- | --- | --- |
| 1   | Papoea-Nieuw-Guinea | 3   | 3   | 0   | 0   | 14 | 3  | +11 | 9   |
| 2   | Nieuw-Caledonië     | 3   | 2   | 0   | 1   | 8  | 8  | 0   | 6   |
| 3   | Tahiti              | 3   | 0   | 1   | 2   | 8  | 12 | −4  | 1   |
| 4   | Samoa               | 3   | 0   | 1   | 2   | 5  | 12 | −7  | 1   |

|                                 |       |                                                   |                     |                                                                            |
| 18 november 2018 14:00 (UTC+11) | Samoa | 0–5                                               | Papoea-Nieuw-Guinea | Stade Yoshida, Koné Toeschouwers: 150 Scheidsrechter: Nadia Browning (NZL) |
| 18 november 2018 14:00 (UTC+11) |       | 17', 22', 53' M. Gunemba 27' Gabong 90+2' Bauelua |                     | Stade Yoshida, Koné Toeschouwers: 150 Scheidsrechter: Nadia Browning (NZL) |

|                                 |                      |     |                                    |                                                                           |
| 18 november 2018 17:00 (UTC+11) | Tahiti               | 2–4 | Nieuw-Caledonië                    | Stade Yoshida, Koné Toeschouwers: 423 Scheidsrechter: Morgan Archer (NZL) |
| 18 november 2018 17:00 (UTC+11) | Tamarii 27' Hioe 45' |     | 19' Xowie 22', 25' Pahoa 81' Lalie | Stade Yoshida, Koné Toeschouwers: 423 Scheidsrechter: Morgan Archer (NZL) |

|                                 |                                           |     |                                                   |                                                                             |
| 21 november 2018 14:00 (UTC+11) | Tahiti                                    | 5–5 | Samoa                                             | Stade Yoshida, Koné Toeschouwers: 200 Scheidsrechter: Tapaita Lelenga (TGA) |
| 21 november 2018 14:00 (UTC+11) | Teotahi 3', 7', 50' Taumaa 10' Hioe 45+4' |     | 1', 79', 89' Sataraka 4' (e.d.) Kimitete 21' Malo | Stade Yoshida, Koné Toeschouwers: 200 Scheidsrechter: Tapaita Lelenga (TGA) |

|                                 |                         |     |                                         |                                                                           |
| 21 november 2018 17:00 (UTC+11) | Nieuw-Caledonië         | 2–6 | Papoea-Nieuw-Guinea                     | Stade Yoshida, Koné Toeschouwers: 603 Scheidsrechter: Morgan Archer (NZL) |
| 21 november 2018 17:00 (UTC+11) | Maguire 48' Gatha 90+3' |     | 20', 31', 46', 60', 81' Kaipu 36' Padio | Stade Yoshida, Koné Toeschouwers: 603 Scheidsrechter: Morgan Archer (NZL) |

|                                 |                                  |     |           |                                                                          |
| 24 november 2018 14:00 (UTC+11) | Papoea-Nieuw-Guinea              | 3–1 | Tahiti    | Stade Yoshida, Koné Toeschouwers: 150 Scheidsrechter: Torika Delai (FIJ) |
| 24 november 2018 14:00 (UTC+11) | Unamba 31' Padio 74', 84' (pen.) |     | 6' Taumaa | Stade Yoshida, Koné Toeschouwers: 150 Scheidsrechter: Torika Delai (FIJ) |

|                                 |                         |     |       |                                                                        |
| 24 november 2018 17:00 (UTC+11) | Nieuw-Caledonië         | 2–0 | Samoa | Stade Yoshida, Koné Toeschouwers: 421 Scheidsrechter: Ben Aukwai (SOL) |
| 24 november 2018 17:00 (UTC+11) | Ajapuhnya 50' Xowie 67' |     |       | Stade Yoshida, Koné Toeschouwers: 421 Scheidsrechter: Ben Aukwai (SOL) |

### Poule B
| Pos | Land          | Wed | Win | Gel | Ver | DV | DT | +/− | Pnt |
| --- | ------------- | --- | --- | --- | --- | -- | -- | --- | --- |
| 1   | Nieuw-Zeeland | 3   | 3   | 0   | 0   | 27 | 0  | +27 | 9   |
| 2   | Fiji          | 3   | 2   | 0   | 1   | 15 | 10 | +5  | 6   |
| 3   | Tonga         | 3   | 1   | 0   | 2   | 1  | 23 | −22 | 3   |
| 4   | Cookeilanden  | 3   | 0   | 0   | 3   | 0  | 10 | −10 | 0   |

|                                 |                                                                                            |      |       |                                                                                    |
| 19 november 2018 14:00 (UTC+11) | Nieuw-Zeeland                                                                              | 11–0 | Tonga | Stade Numa-Daly Magenta, Nouméa Toeschouwers: 150 Scheidsrechter: Rani Perry (TAH) |
| 19 november 2018 14:00 (UTC+11) | White 8', 15' Longo 9', 13' Hassett 34', 35' Gregorius 37', 39', 52' Percival 67' Jale 88' |      |       | Stade Numa-Daly Magenta, Nouméa Toeschouwers: 150 Scheidsrechter: Rani Perry (TAH) |

|                                 |              |                                       |      |                                                                                     |
| 19 november 2018 17:00 (UTC+11) | Cookeilanden | 0–3                                   | Fiji | Stade Numa-Daly Magenta, Nouméa Toeschouwers: 150 Scheidsrechter: Roger Adams (PNG) |
| 19 november 2018 17:00 (UTC+11) |              | 34' Nasau 36' Davis 57' Tamanitoakula |      | Stade Numa-Daly Magenta, Nouméa Toeschouwers: 150 Scheidsrechter: Roger Adams (PNG) |

|                                 |       |                                                                                            |      |                                                                                     |
| 22 november 2018 14:00 (UTC+11) | Tonga | 0–12                                                                                       | Fiji | Stade Numa-Daly Magenta, Nouméa Toeschouwers: 100 Scheidsrechter: Fina Angelo (VAN) |
| 22 november 2018 14:00 (UTC+11) |       | 6', 11', 24', 36' Tamanitoakula 13', 43', 51' Nasau 20', 81' Davis 22', 30', 90' Diyalowai |      | Stade Numa-Daly Magenta, Nouméa Toeschouwers: 100 Scheidsrechter: Fina Angelo (VAN) |

|                                 |                                                             |     |              |                                                                                          |
| 22 november 2018 17:00 (UTC+11) | Nieuw-Zeeland                                               | 6–0 | Cookeilanden | Stade Numa-Daly Magenta, Nouméa Toeschouwers: 100 Scheidsrechter: David Yareboinen (PNG) |
| 22 november 2018 17:00 (UTC+11) | Longo 13' Rolston 15', 45' Rood 68' Morton 90+1' Jale 90+2' |     |              | Stade Numa-Daly Magenta, Nouméa Toeschouwers: 100 Scheidsrechter: David Yareboinen (PNG) |

|                                 |         |     |              |                                                                                     |
| 25 november 2018 14:00 (UTC+11) | Tonga   | 1–0 | Cookeilanden | Stade Numa-Daly Magenta, Nouméa Toeschouwers: 100 Scheidsrechter: Fina Angelo (VAN) |
| 25 november 2018 14:00 (UTC+11) | Vaka 3' |     |              | Stade Numa-Daly Magenta, Nouméa Toeschouwers: 100 Scheidsrechter: Fina Angelo (VAN) |

|                                 |      |                                                                                           |               |                                                                                    |
| 25 november 2018 17:00 (UTC+11) | Fiji | 0–10                                                                                      | Nieuw-Zeeland | Stade Numa-Daly Magenta, Nouméa Toeschouwers: 100 Scheidsrechter: Rani Perry (TAH) |
| 25 november 2018 17:00 (UTC+11) |      | 8', 38' Longo 16', 24', 88' Gregorius 54' Moore 58', 79' Rood 70' (e.d.) Tora 85' Rolston |               | Stade Numa-Daly Magenta, Nouméa Toeschouwers: 100 Scheidsrechter: Rani Perry (TAH) |

## Knockout-fase
|  | Halve finale        | Halve finale        |   |                     | Finale              | Finale |
|  |                     |                     |   |                     |                     |        |
|  | 28 november – Maré  |                     |   |                     |                     |        |
|  | Papoea-Nieuw-Guinea | 1                   |   |                     |                     |        |
|  | Fiji                | 5                   |   |                     |                     |        |
|  |                     |                     |   |                     |                     |        |
|  |                     |                     |   |                     | 1 december – Nouméa |        |
|  |                     |                     |   |                     | Fiji                | 0      |
|  |                     | Nieuw-Zeeland       | 8 |                     |                     |        |
|  |                     |                     |   |                     |                     |        |
|  |                     |                     |   |                     | Derde plaats        |        |
|  | 28 november – Lifou | 28 november – Lifou |   | 1 december – Nouméa | 1 december – Nouméa |        |
|  | Nieuw-Zeeland       | 8                   |   | Papoea-Nieuw-Guinea | 7                   |        |
|  | Nieuw-Caledonië     | 0                   |   |                     | Nieuw-Caledonië     | 1      |

### Halve finale
|                                 |                     |     |                                                          |                                                                                |
| 28 november 2018 15:00 (UTC+11) | Papoea-Nieuw-Guinea | 1–5 | Fiji                                                     | Stade de la Roche, Maré Toeschouwers: 550 Scheidsrechter: Nadia Browning (NZL) |
| 28 november 2018 15:00 (UTC+11) | M. Gunemba 12'      |     | 24', 65' Davis 27' Tamanitoakula 72' Nasau 87' Diyalowai | Stade de la Roche, Maré Toeschouwers: 550 Scheidsrechter: Nadia Browning (NZL) |

|                                 |                                                                       |     |                 |                                                                             |
| 28 november 2018 15:00 (UTC+11) | Nieuw-Zeeland                                                         | 8–0 | Nieuw-Caledonië | Stade de Hnassé, Lifou Toeschouwers: 1.200 Scheidsrechter: Rani Perry (TAH) |
| 28 november 2018 15:00 (UTC+11) | Hassett 1' Rolston 7', 20', 43' Bowen 26' Satchell 31' White 38', 68' |     |                 | Stade de Hnassé, Lifou Toeschouwers: 1.200 Scheidsrechter: Rani Perry (TAH) |

### Troostfinale
|                                |                                                              |     |                 |                                                                                     |
| 1 december 2018 14:00 (UTC+11) | Papoea-Nieuw-Guinea                                          | 7–1 | Nieuw-Caledonië | Stade Numa-Daly Magenta, Nouméa Toeschouwers: 400 Scheidsrechter: Fina Angelo (VAN) |
| 1 december 2018 14:00 (UTC+11) | M. Gunemba 5', 36', 54', 82' Gabong 41' Unamba 52' Birum 84' |     | 60' Pahoa       | Stade Numa-Daly Magenta, Nouméa Toeschouwers: 400 Scheidsrechter: Fina Angelo (VAN) |

### Finale
|                                |      |                                                                                |               |                                                                                         |
| 1 december 2018 17:00 (UTC+11) | Fiji | 0–8                                                                            | Nieuw-Zeeland | Stade Numa-Daly Magenta, Nouméa Toeschouwers: 450 Scheidsrechter: Tapaita Lelenga (TGA) |
| 1 december 2018 17:00 (UTC+11) |      | 2', 90+1' White 6' (pen.), 75' Gregorius 38', 55' Hassett 45+2' Moore 48' Rood |               | Stade Numa-Daly Magenta, Nouméa Toeschouwers: 450 Scheidsrechter: Tapaita Lelenga (TGA) |